# Rimini Calcio 1939-1940
Questa voce raccoglie le informazioni riguardanti il Rimini Calcio nelle competizioni ufficiali della stagione 1939-1940.

## Rosa
| N. |                   | Ruolo | Calciatore       |
| -- | ----------------- | ----- | ---------------- |
|    | Italia (bandiera) | D     | Romolo Alzani    |
|    | Italia (bandiera) | C     | Elio Bianchi     |
|    | Italia (bandiera) | C     | Mario Bruno      |
|    | Italia (bandiera) | C     | Bruno Carbonelli |
|    | Italia (bandiera) | C     | Omero Carmellini |
|    | Italia (bandiera) | A     | Tolmino Casadio  |
|    | Italia (bandiera) | C     | Alfiero Cinti    |
|    | Italia (bandiera) | C     | Guido Corbelli   |
|    | Italia (bandiera) | C     | Loris Foschini   |
|    | Italia (bandiera) | D     | Mario Grassi     |
|    | Italia (bandiera) |       | Gregorini        |

| N. |                   | Ruolo | Calciatore         |
| -- | ----------------- | ----- | ------------------ |
|    | Italia (bandiera) | A     | Alberto Landi      |
|    | Italia (bandiera) | C     | Giovacchino Migani |
|    | Italia (bandiera) | P     | Armando Morri      |
|    | Italia (bandiera) | C     | Dante Nardi        |
|    | Italia (bandiera) | A     | Serafino Romani    |
|    | Italia (bandiera) | P     | Algemiro Rossi     |
|    | Italia (bandiera) | A     | Amilcare Trevisani |
|    | Italia (bandiera) | D     | Pasquale Viganò    |
|    | Italia (bandiera) | C     | Dorino Ugolini     |
|    | Italia (bandiera) | D     | Marzio Urbinati    |